# Cinghiata

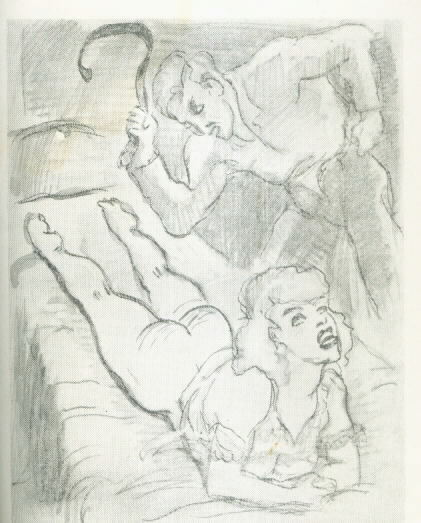
Disegno erotico del 1930

La cinghiata è una punizione corporale applicata con una cintura, spesso di materiale resistente, di solito pelle. A tutti gli effetti è una forma di percosse.
Cinture di pelle più o meno lunghe e resistenti a mo' di frusta sono sempre state usate come strumento per le punizioni corporali, in tutti i tempi e in tutti i paesi, ma s'è radicato storicamente come metodo correzionale educativo da applicar per il mantenimento della disciplina; questo specialmente nei paesi di lingua inglese fino a tempi recenti. La pratica di prendere a scudisciate bambini e ragazzi adolescenti è stata oramai abolita dalla maggior parte delle scuole, almeno nel mondo occidentale, in quanto veduta da molti come abuso ed eccesso di metodi correttivi; questo anche se molti genitori, soprattutto i padri, in molti paesi continuano ancora ad usare le cinghiate come modo preferito per punire i figli.
Come una delle punizioni corporali in famiglia la cinghiata era prediletta dai padri o dai fratelli maggiori; mentre le madri o comunque le donne di casa utilizzavano piuttosto una pantofola, la suola di una scarpa o di uno zoccolo, il battipanni, qualche utensile da cucina o le mani nude.
Tecnicamente, la cinghiata in inglese si differenzia in belting e strapping, dove quest'ultimo equivale difatti a picchiare qualcuno con una cinghia più grossa e dura della semplice cinta; fatta di pelle spessa e più pesante, la cinghia realizzata appositamente per le punizioni corporali hanno una specie di maniglia o impugnatura (specialmente la cinghia da prigione), a differenza della normale cintura. Il termine belting viene anche usato figurativamente per indicare ogni tipo di percosse, indipendentemente dall'attrezzo usato (tutti i modi di picchiare un bambino usando un oggetto). In Scozia ad esempio si dice belting anche l'utilizzo del tawse.

## Storia
Più spesso associato alle istituzioni scolastiche sia pubbliche che private di tipo religioso (collegi, orfanotrofi), all'interno delle quali veniva ampiamente ed ufficialmente utilizzato, il belting era usato anche in casa da parte dei genitori ad uso dei figli più disubbidienti.
Dalla prima metà del XIX secolo in poi, a molti ragazzini veniva fatta indossare una cinta dai loro genitori, ufficialmente per tenere su i pantaloni al posto delle bretelle, ma anche e soprattutto per esser utilizzata, nel caso ce ne fosse stato bisogno, come dispositivo punitivo d'immediata reperibilità. Oltre che come ricordo permanente, difatti la cinta che veniva indossata quotidianamente faceva mantenere sempre ben a mente la regola e l'ordine imposta dal mondo degli adulti sui più piccoli.
Fu così che la cintura di pelle per i pantaloni divenne sempre più popolare tra i giovani, fino a surclassare del tutto tra la fine dell'Ottocento e l'inizio del Novecento l'uso delle bretelle (era più semplice e comoda di queste ultime). Nei tempi andati era uso nel mondo contadino portare il figlio colpevole nella stalla e, davanti ai cavalli e alle vacche, frustarlo con la cintura dei pantaloni.
In altri casi, soprattutto in un contesto più istituzionale, una cintura separata ed espressamente riservata al belting era conservata negli studi degli insegnanti delle scuole superiori (o anche nelle aule stesse), tenuta in bella mostra come avvertimento e monito per tutti.

## Pratica
La cinghiata veniva di solito somministrata sul sedere nudo o sulla schiena, o anche su entrambe le parti del corpo alternativamente: ci si faceva consegnare la cinta indossata dal ragazzo (in alternativa lo si mandava a prendere la cintura riservata per le punizioni) e, pantaloni abbassati, lo si faceva chinar sopra un mobile; di solito la scrivania o mani appoggiate sullo schienale di una sedia.
La cintura poteva esser utilizzata almeno in tre modi:
- Singola, sciolta per tutta la sua lunghezza, impugnata dalla parte della fibbia. La sua "pesantezza" nei colpi è in questo caso ridotta, traducendosi in un impatto più morbido; ma la sua lunghezza aumenta arrivando a toccar parti più ampie del corpo.
- Raddoppiata, tenendo entrambe le estremità in una mano. Questo ne dimezzava la lunghezza ed era necessario se il ragazzo da punire stava piegato sopra le proprie ginocchia; nel contempo se ne raddoppiava lo spessore rendendo gli effetti più simili a quelli dello strapping con la cinghia.[12]
- A rovescio, colpendo cioè con la fibbia di metallo. Era il modo peggiore, in quanto poteva arrivar a ferire anche gravemente.

## BDSM
La cinghiata denominata anche belting è una delle pratiche simili allo spanking nell'ambito di un rapporto sadomasochitico o BDSM.